# Martyna (cesarzowa bizantyńska)
Martyna (zm. po 642 na Rodos) – cesarzowa bizantyńska od 25 maja 641 do końca września 641 roku. 

## Życiorys
Była żoną cesarza Herakliusza. Była córką jego siostry Marii z pierwszego małżeństwa. Wychowywała się na dworze. Herakliusz zawarł małżeństwo ze swoją siostrzenicą w 614 roku pomimo niechęci społeczeństwa i Kościoła. Odgrywała ważną rolę na dworze. Z jej związku z Herkliuszem urodziło się liczne potomstwo, po części ułomne. Martyna starała się uzyskać tron dla swojego syna Herakleonasa. W 641 roku sprawowała rządy w imieniu Konstantyna III i Herakleonasa. Jej rządy napotkały jednak na opozycję. Oskarżono ją  o otrucie Konstantyna III (niesłusznie) i popieranie monoteletyzmu. Po obaleniu Herakleonasa Martynie obcięto język i zesłano na wyspę Rodos, gdzie zmarła.